# قداد حويصلي الساق
قداد حويصلي الساق أو همستر حويصلي الساق (الاسم العلمي:Phodopus) هو جنس من الحيوانات يتبع فصيلة الفأرية من رتبة القوارض.

## أنواع
- قداد كامبل (الاسم العلمي:Phodopus campbelli)
- قداد صحراوي (الاسم العلمي:Phodopus roborovskii)
- قداد جونغاري (الاسم العلمي:Phodopus sungorus)